# أطروحة المواد الغذائية
في مجال التنمية الاقتصادية، فإن أطروحة المواد الغذائية الأساسية هي نظرية للنمو القائم على التصدير استنادا إلى الخبرة الكندية. النظرية «لها أصولها في البحوث في التاريخ الاجتماعي والسياسي والاقتصادي الكندي التي أجريت في الجامعات الكندية... من قبل أعضاء ما كان يعرف آنذاك باسم إدارات الاقتصاد السياسي». من هذه المجموعات من الباحثين، «كان أبرز اثنين من العلماء بعد هذا النهج هارولد إينيس وماكينتوش».

## الأطروحة
تشرح الأطروحة التنمية الاقتصادية الكندية كمفهوم الجانبية، الشرق والغرب للتجارة. وجادل إينيس بأن كندا تطورت كما فعلت بسبب طبيعة سلعها الأساسية: المواد الخام، مثل الأسماك والفراء والخشب والمنتجات الزراعية والمعادن، التي تم تصديرها إلى بريطانيا وجزر الهند الغربية. وقد عززت هذه الصلة التجارية الروابط الثقافية لكندا ببريطانيا. وقد أدى البحث عن هذه المواد الأساسية واستغلالها إلى إنشاء مؤسسات تحدد الثقافة السياسية للأمة ومناطقها.
يقول إينيس إن المواد الغذائية المختلفة أدت إلى ظهور الاقتصادات الإقليمية (والمجتمعات) داخل كندا. فعلى سبيل المثال، كانت السلعة الأساسية في كندا الأطلسية هي سمك القد. كانت هذه الصناعة لا مركزية للغاية، ولكنها أيضا تعاونية للغاية. وفي غرب كندا، كان القمح هو العنصر الرئيسي. وكانت زراعة القمح مشروعا مستقلا جدا، مما أدى إلى تاريخ من عدم الثقة بالحكومة والشركات في ذلك الجزء من البلد. (ولكن من المهم أيضا الصدمات الناجمة عن التقلبات في سوق القمح والطقس نفسه في موسم النمو). وفي وسط كندا، كان الفراء هو العنصر الرئيسي الرئيسي، وسيطرت تجارة الفراء على الاقتصاد لسنوات عديدة. كانت تسيطر على تجارة الفراء هذه شركات كبيرة، مثل شركة خليج هدسون، وبالتالي أنتجت المجتمع الأكثر مركزية والموجه نحو الأعمال الذي يميز مونتريال وتورونتو اليوم.
صور إينيس العلاقة بين مناطق كندا على أنها واحدة من «قلب» إلى «المناطق النائية»: يهيمن على المحيط، أو المناطق النائية، النواة، أو قلب البلاد. ولأن قلب البلاد كان يعتمد على البحث عن المواد الغذائية الأساسية وتراكمها (التي كانت موجودة في المناطق النائية) لإدامة الاقتصاد، فقد سعت إلى اكتساب السلطة الاقتصادية والسياسية من خلال استغلال المناطق النائية.
إلى إينيس، كانت تجارة الفراء هي التي خلقت الحدود الجغرافية لكندا. أدت الروابط المبكرة بين الموانئ الداخلية والشرقية الكندية إلى الوحدة الكندية وتميزها عن الولايات المتحدة. ومع ذلك، فإن أهمية الفراء كمنتج أساسي أدت أيضا إلى بقاء النصف الشمالي من القارة معتمدا على بريطانيا في التجارة وبالتالي بريطانيا بشكل أساسي في الكثير من تاريخها.

## التأثير والنقد
أعاد ميل واتكينز إحياء النظرية خلال الستينيات والسبعينات من خلال عمله في رأسمالية الموارد والاقتصاد السياسي الكندي. في حين أن أطروحة المواد الغذائية الأساسية وصفت في الأصل تطور الدولة الكندية، فقد استخدمت منذ ذلك الحين لدراسة اقتصادات العديد من الدول التي تعتمد على استخراج الموارد والصناعات الأولية.
وتنص أطروحة المواد الغذائية الأساسية على أن تصدير المواد الخام يمكن أن يدعم النمو الاقتصادي، في حين يجادل منتقدوها بأن الاعتماد على تصدير السلع الأساسية لا ينبغي أن يؤخر تطوير التصنيع الأساسي وتوفير الخدمات. وكان من بين أشد منتقديه روبن نيل الذي دعا إلى أطروحة ما بعد ال إنيزيان، موضحا التنمية الاقتصادية لكندا كتعبير عن المناطق المتنوعة (الكثافة السكانية، والسياسة الثقافية، والخصائص الجغرافية) وعلاقاتها الخاصة بين الشمال والجنوب مع الولايات المتحدة.
يستمر المؤرخون في استخدام عناصر نموذج إينيس كور- المحيط، وتطبيقه على سبيل المثال على كولومبيا البريطانية. ويجسد الهيكل الاقتصادي لتلك المقاطعة الهيكل «الأساسي الطرفي» للعلاقات داخل المنطقة. النواة هي متروبوليتان فانكوفر، مع تركيزها من وظائف إدارة الشركات والنقل ونمو التصنيع. وهي تهيمن على محيط متخلف يعتمد على إنتاج وتصدير السلع الأساسية الأساسية.

## انظرأيضًا
- التأريخ الكندي.
- التاريخ الاقتصادي لكندا.
- تجارة الفراء في كندا من قبل هارولد إينيس.
- تورونتو مدرسة من اتصال نظرية، أيضا رائدة ب هارولد.